# Bahnstrecke Solingen–Remscheid
| Streckennummer (DB): | 2675                 |                                                            |                                                            |
| Kursbuchstrecke (DB): | 450.7                |                                                            |                                                            |
| Kursbuchstrecke: | 228c (1946)          |                                                            |                                                            |
| Spurweite: | 1435 mm (Normalspur) |                                                            |                                                            |
| Streckengeschwindigkeit: | 90 km/h              |                                                            |                                                            |
| Zweigleisigkeit: | durchgehend          |                                                            |                                                            |
| |                      |                                                            |                                                            |
| \| \| \| von Remscheid-Lennep \| \| \| \| \| von Remscheid-Bliedinghausen \| \| \| \| 17,7 \| Remscheid Hbf \| Remscheid Hbf \| \| \| \| nach Remscheid-Hasten \| \| \| \| 16,6 \| Remscheid-Honsberg (geplant) \| Remscheid-Honsberg (geplant) \| \| \| \| Büchener Tunnel (106 m) \| \| \| \| 14,1 \| Remscheid-Güldenwerth \| Remscheid-Güldenwerth \| \| \| \| Müngstener Brücke (465 m), Wupper \| \| \| \| 10,3 \| Solingen-Schaberg \| Solingen-Schaberg \| \| \| \| Windfelner Brücke \| \| \| \| 9,2 \| Solingen RWE (Anst) \| Solingen RWE (Anst) \| \| \| \| Solingen-Meigen (geplant) \| \| \| \| \| ehem. Korkenzieherbahn von W-Vohwinkel \| \| \| \| 6,8 \| Solingen Mitte (seit 2006) \| Solingen Mitte (seit 2006) \| \| \| 6,2 \| Solingen Hbf (alt) (bis 2006, 1890–1913 Solingen Süd) \| Solingen Hbf (alt) (bis 2006, 1890–1913 Solingen Süd) \| \| \| 6,0 \| Solingen Grünewald (seit 2006) \| Solingen Grünewald (seit 2006) \| \| \| \| Weyersberger Tunnel (60 m) \| \| \| \| 5,6 \| Solingen (Weyersberg) (bis 1912/25) \| Solingen (Weyersberg) (bis 1912/25) \| \| \| 4,9 \| Weyersberg (Abzw, 1890–1912/25) \| Weyersberg (Abzw, 1890–1912/25) \| \| \| \| Schwarze Pfähle \| \| \| \| \| Viehbachtalstraße \| \| \| \| \| Hauptstrecke von Köln \| \| \| \| 0,0 \| Solingen Hbf (bis 2006 Solingen-Ohligs, zuvor Ohligs-Wald) \| Solingen Hbf (bis 2006 Solingen-Ohligs, zuvor Ohligs-Wald) \| \| \| \| Hauptstrecke nach Haan-Gruiten \| \| \| \| \| S-Bahnstrecke nach Düsseldorf \| \| \| \| \| \| \| \| Quellen: [1][2] \| \| \| \| |                      |                                                            |                                                            |
| Strecke |                      | von Remscheid-Lennep                                       | von Remscheid-Lennep                                       |
| Abzweig geradeaus und von links |                      | von Remscheid-Bliedinghausen                               | von Remscheid-Bliedinghausen                               |
| Bahnhof mit S-Bahn-Halt | 17,7                 | Remscheid Hbf                                              | Remscheid Hbf                                              |
| Abzweig geradeaus und ehemals nach rechts |                      | nach Remscheid-Hasten                                      | nach Remscheid-Hasten                                      |
| ehemaliger S-Bahn-Halt | 16,6                 | Remscheid-Honsberg (geplant)                               | Remscheid-Honsberg (geplant)                               |
| Tunnel |                      | Büchener Tunnel (106 m)                                    | Büchener Tunnel (106 m)                                    |
| Bahnhof mit S-Bahn-Halt | 14,1                 | Remscheid-Güldenwerth                                      | Remscheid-Güldenwerth                                      |
| Brücke über Wasserlauf |                      | Müngstener Brücke (465 m), Wupper                          | Müngstener Brücke (465 m), Wupper                          |
| S-Bahn-Halt | 10,3                 | Solingen-Schaberg                                          | Solingen-Schaberg                                          |
| Brücke |                      | Windfelner Brücke                                          | Windfelner Brücke                                          |
| ehemalige Blockstelle | 9,2                  | Solingen RWE (Anst)                                        | Solingen RWE (Anst)                                        |
| ehemaliger S-Bahn-Halt |                      | Solingen-Meigen (geplant)                                  | Solingen-Meigen (geplant)                                  |
| Abzweig geradeaus und ehemals von rechts |                      | ehem. Korkenzieherbahn von W-Vohwinkel                     | ehem. Korkenzieherbahn von W-Vohwinkel                     |
| Bahnhof mit S-Bahn-Halt | 6,8                  | Solingen Mitte (seit 2006)                                 | Solingen Mitte (seit 2006)                                 |
| ehemaliger Bahnhof | 6,2                  | Solingen Hbf (alt) (bis 2006, 1890–1913 Solingen Süd)      | Solingen Hbf (alt) (bis 2006, 1890–1913 Solingen Süd)      |
| | 6,0                  | Solingen Grünewald (seit 2006)                             | Solingen Grünewald (seit 2006)                             |
| Tunnel |                      | Weyersberger Tunnel (60 m)                                 | Weyersberger Tunnel (60 m)                                 |
| Kopfbahnhof Streckenanfang (Strecke außer Betrieb) · Strecke | 5,6                  | Solingen (Weyersberg) (bis 1912/25)                        | Solingen (Weyersberg) (bis 1912/25)                        |
| Strecke nach links (außer Betrieb) · Abzweig geradeaus und ehemals von rechts | 4,9                  | Weyersberg (Abzw, 1890–1912/25)                            | Weyersberg (Abzw, 1890–1912/25)                            |
| Brücke |                      | Schwarze Pfähle                                            | Schwarze Pfähle                                            |
| Brücke |                      | Viehbachtalstraße                                          | Viehbachtalstraße                                          |
| Abzweig geradeaus, ehemals nach links und von links |                      | Hauptstrecke von Köln                                      | Hauptstrecke von Köln                                      |
| Bahnhof mit S-Bahn-Halt | 0,0                  | Solingen Hbf (bis 2006 Solingen-Ohligs, zuvor Ohligs-Wald) | Solingen Hbf (bis 2006 Solingen-Ohligs, zuvor Ohligs-Wald) |
| Abzweig geradeaus und nach rechts |                      | Hauptstrecke nach Haan-Gruiten                             | Hauptstrecke nach Haan-Gruiten                             |
| Strecke |                      | S-Bahnstrecke nach Düsseldorf                              | S-Bahnstrecke nach Düsseldorf                              |
| |                      |                                                            |                                                            |
| Quellen: |                      |                                                            |                                                            |

Die Bahnstrecke Solingen–Remscheid ist eine Eisenbahnstrecke im Bergischen Land in Nordrhein-Westfalen, die die Großstädte Remscheid und Solingen verbindet. Sie ist als Hauptbahn klassifiziert, zweigleisig ausgebaut und nicht elektrifiziert.

## Geschichte
Eröffnet wurde die heutige Verbindung zwischen Solingen und Wuppertal in mehreren Abschnitten und war ursprünglich Teil verschiedener unabhängiger Eisenbahnstrecken:

### Ohligs-Wald – Solingen (Weyersberg)
1867 wurde die Stadt Solingen nach langjährigen Verhandlungen von der Bergisch-Märkischen Eisenbahn-Gesellschaft über eine 5,6 Kilometer lange Stichbahn an den Bahnhof Ohligs (damals noch Ohligs-Wald, seit 2006 Solingen Hbf) an der im selben Jahr eröffneten Bahnstrecke Gruiten–Köln-Deutz angebunden.
Die Strecke endete in einem Kopfbahnhof in Solingen-Weyersberg und damit recht weit außerhalb der Innenstadt, jedoch war die Bahn in erster Linie für den Güterverkehr errichtet worden und bot nur bescheidenen Personenverkehr.

### Abzweigstelle Weyersberg – Solingen Süd
Solingen erhielt über 20 Jahre später mit der „Korkenzieherbahn“ genannten Bahnstrecke Solingen–Wuppertal-Vohwinkel nach Vohwinkel am 12. Februar 1890 eine bedeutend bessere Anbindung in Richtung des Ruhrgebiets.
Der Personenverkehr nach Solingen-Weyersberg wurde im Zusammenhang mit der Eröffnung der „Korkenzieherbahn“ wieder aufgegeben, die Züge fuhren ab der Abzweigstelle Weyersberg in weitem Bogen südlich um die Solinger Innenstadt herum, der zusammen mit der Strecke neu eröffnete Bahnhof Solingen Süd dieser Strecke lag auch erheblich näher an der Innenstadt Solingens.
Der Bahnhof Solingen-Weyersberg diente fortan nur noch dem Güterverkehr und wurde zusammen mit der Stichstrecke ab der Abzweigstelle Weyersberg 1912 stillgelegt.

### Solingen Süd – Remscheid
Auf dem verbleibenden Abschnitt zwischen Remscheid und Solingen gestaltete sich der Bahnbau aufgrund der Topographie sehr schwierig; das Teilstück konnte nach dem Bau mehrerer Brücken und des Büchener Tunnels erst im Jahr 1897 eröffnet werden. In Remscheid schloss sich die Bahnstrecke Lennep–Hasten an.
Vom Solinger Südbahnhof aus wurde zunächst eine am 14. Dezember 1893 eröffnete Transportbahn zur Baustelle der Müngstener Brücke errichtet, die dann Teil der am 15. Juli 1897 fertiggestellten Verbindungsstrecke nach Remscheid wurde.
Bereits am 17. Mai 1897 war ein zweites Gleis zwischen Ohligs und Solingen Süd eingeweiht worden; der zweigleisige Ausbau bis Remscheid dauerte noch bis 1907 an. 1913 wurde der Solinger Südbahnhof schließlich selber ausgebaut und in Solingen Hbf umbenannt. Erst im Jahr 1914 erhielt der Remscheider Bahnhof schließlich den Namen Remscheid Hbf.

### Fernverkehr ab Remscheid-Lennep
In den 1960er und 1970er Jahren gab es durch Kurswagen ab Remscheid-Lennep direkte Zugverbindungen mit Süddeutschland.
Hier verkehrte nach dem Fernkursbuch 1965 täglich der D 803/D 804, der in Solingen-Ohligs vom bzw. an den D 403/D 404 nach/von Wuppertal-Oberbarmen gekoppelt wurde, zuschlagpflichtig nach Passau oder Regensburg.
Ein Jahrzehnt später handelte es sich um den E 3256, der mit einem ABüm und einem Büm samt 212 062 einen Kurswagenzug zum D 515 nach Solingen-Ohligs brachte. Der Schnellzug fuhr im Stamm von Münster nach München. So war es möglich, von Lennep (ab 10:22 Uhr) direkt in die bayerische Landeshauptstadt zu reisen (an 18:24 Uhr).

### Weitere Entwicklung

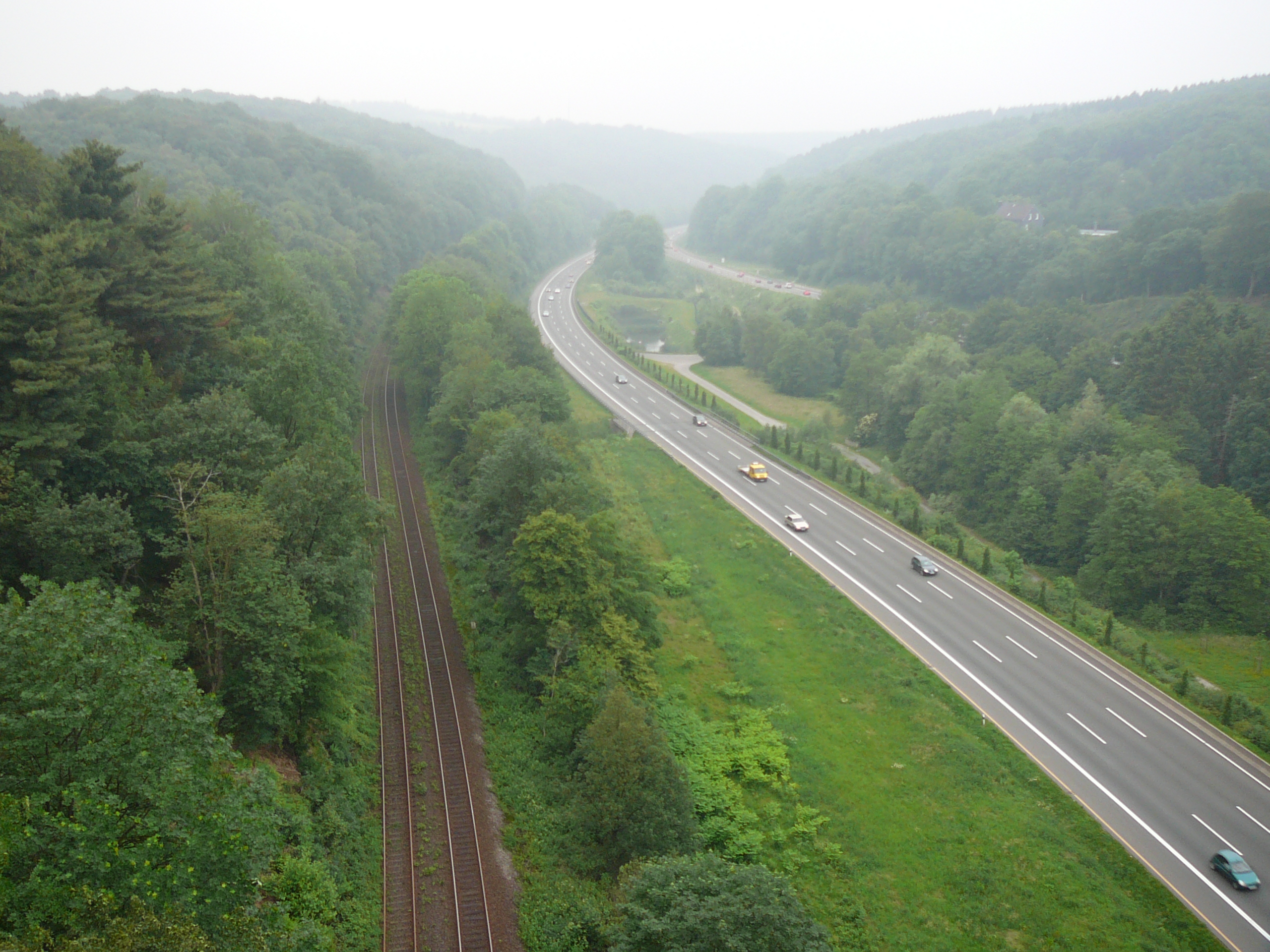
Die Strecke im Blombachtal

Sowohl der Personen- als auch der Güterverkehr auf der Strecke stieg stetig an; in Remscheid-Lennep entstand mit der Wippertalbahn nach Wipperfürth und Marienheide, der Abzweig zur Station Krebsöge an der Wuppertalbahn von Radevormwald nach Wuppertal-Oberbarmen sowie der Bahnstrecke Lennep–Opladen ein großer Kreuzungsbahnhof. In Lennep wurde auch ein Bahnbetriebswerk für den Betrieb der von dort ausgehenden Strecken errichtet.
Nach dem Zweiten Weltkrieg wurde der Betrieb von Dampf- auf Dieselloks umgestellt, seit den 1970er Jahren nimmt der Güterverkehr deutlich ab. Nur noch wenige Firmen werden heute im Güterverkehr bedient, während der Personenverkehr beträchtlich ist und inzwischen mit Dieseltriebwagen abgewickelt wird.

## Betrieb

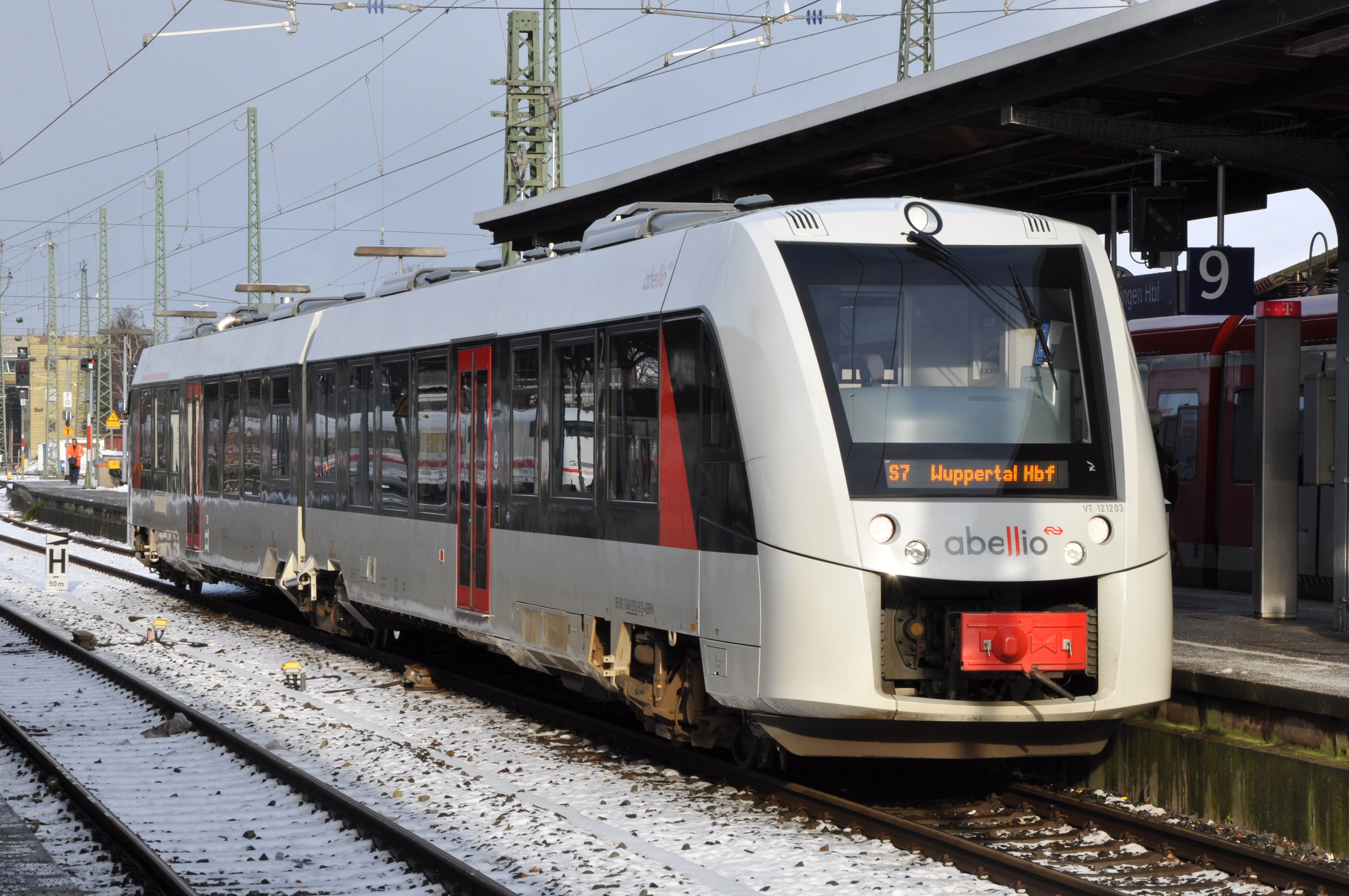
S 7 in Solingen Hauptbahnhof

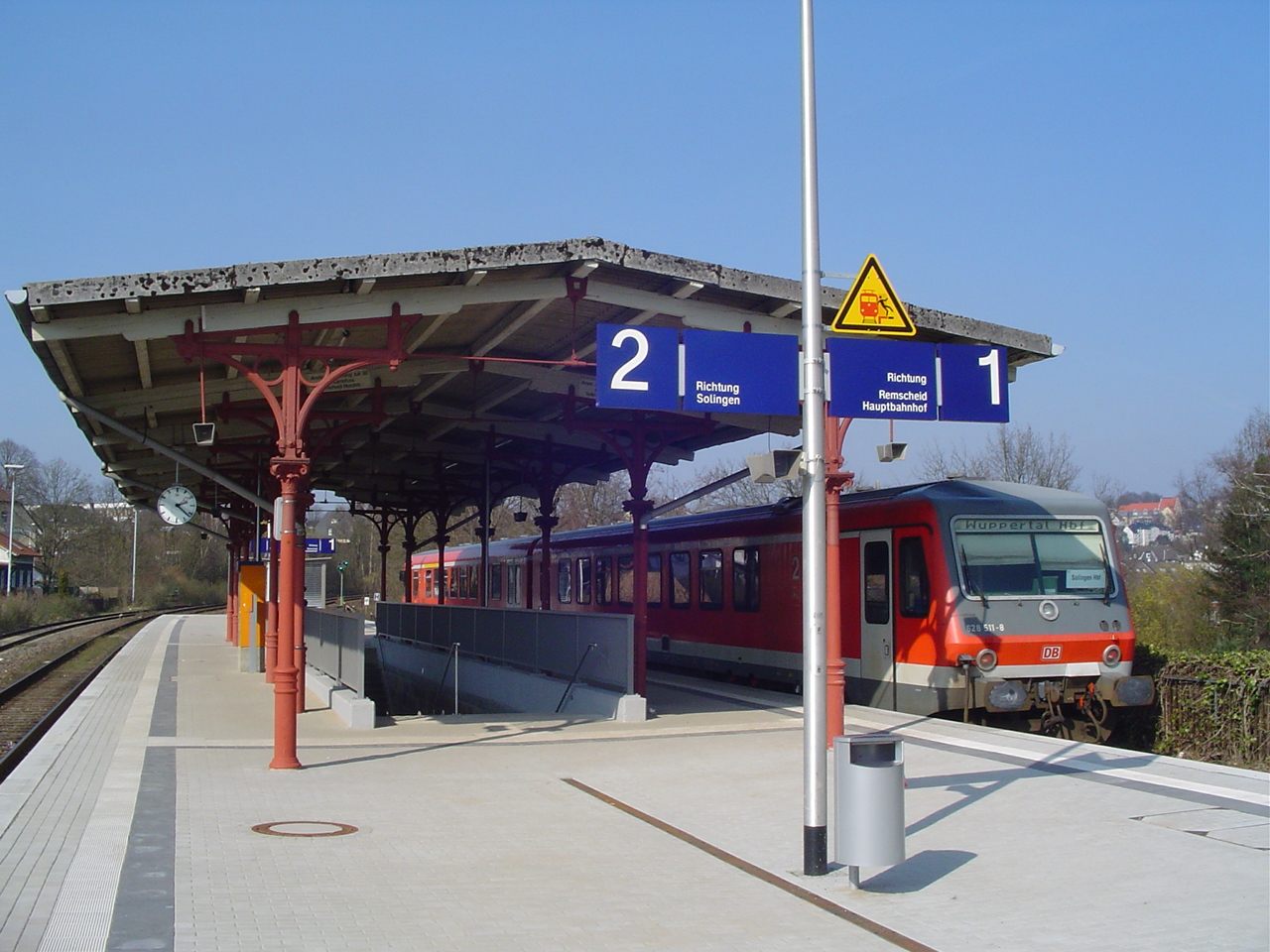
Ein Zug der Baureihe 628 im Bahnhof Remscheid-Güldenwerth

Die Strecke wird seit dem 15. Dezember 2013 auf ihrer ganzen Länge von der S-Bahn-Linie S 7 (Der Müngstener) genutzt, die zwischen Wuppertal Hauptbahnhof, Remscheid Hauptbahnhof und Solingen Hauptbahnhof verkehrt. Zuvor verkehrte auf demselben Linienweg die Regionalbahn mit der Liniennummer RB 47. Der Name dieser Linie weist auf den ehemaligen Ort Müngsten im Grenzgebiet der drei Städte hin, in dessen Nähe die Bahnstrecke das Tal der Wupper auf der bekannten Müngstener Brücke überquert.
An Wochentagen verkehren die Züge tagsüber im 20-Minuten-Takt, abends und am Wochenende alle 30 Minuten. Nicht alle Züge befahren jedoch die gesamte Strecke, einige Fahrten enden (von beiden Seiten her) bereits in Remscheid. In den Zügen gilt der Tarif des Verkehrsverbunds Rhein-Ruhr, von Solingen Hauptbahnhof bis Remscheid-Lüttringhausen ebenfalls der Tarif des Verkehrsverbundes Rhein-Sieg.
Zum Einsatz kamen auf der Strecke von 1994 bis 2013 Dieseltriebwagen der Baureihe 628 der Deutschen Bahn AG. Aufgrund der schwachen Motorisierung der Fahrzeuge und der anspruchsvollen Strecke mit zahlreichen Steigungen kam es vor allem im Herbst regelmäßig zu Problemen bis hin zu Zugausfällen. Nach der Ausschreibung der Linie von November 2009 bis Juli 2010 nahm Abellio Rail NRW ab Dezember 2013, mit für diesen Laufweg ausreichend motorisierten Fahrzeugen (LINT 41) mit stufenlosem Einstieg, den Betrieb auf. Zugleich wurde die Regionalbahnlinie in eine S-Bahn-Linie umgewandelt.
Mit Beginn der Sperrung der Müngstener Brücke am 1. April 2013 wurde zwischen Solingen Mitte und Remscheid Hauptbahnhof ein Schienenersatzverkehr eingesetzt. In den Sommerferien 2013 wurde dieser bis Solingen Hauptbahnhof und in den Sommerferien 2014 am anderen Ende zunächst bis nach Wuppertal-Oberbarmen verlängert. Aufgrund von Bauarbeiten am Rauenthaler Tunnel ergaben sich in den letzten zwei Wochen der Sommerferien 2014 und an einigen Wochenenden im Herbst 2014 noch Unterbrechungen zwischen Wuppertal-Ronsdorf und Wuppertal-Oberbarmen.
Mit dem Fahrplanwechsel am 14. Dezember 2014 fuhr die S 7 erstmals seit der Betriebsübernahme von Abellio Rail NRW in voller Länge von Solingen Hbf über die Müngstener Brücke und Remscheid Hbf nach Wuppertal Hbf.
Wegen eines Hangrutsches zwischen Remscheid-Güldenwerth und der Müngstener Brücke wurde die Strecke ab dem 5. Januar 2015 gesperrt und ein Schienenersatzverkehr angeboten. Nachdem die Sperrung mehrfach verlängert wurde, verkehren seit dem 14. März 2015 wieder Züge auf dem Abschnitt.
Im Rahmen der Stationsoffensive der Deutschen Bahn wird derzeit die Einrichtung von neuen Halten entlang der Strecke geprüft. In Abstimmung mit dem VRR befinden sich derzeit die Halte Solingen-Meigen, Remscheid-Honsberg, Wuppertal-Leibusch. Allerdings können maximal zwei davon ausgewählt werden.
Zum Fahrplanwechsel am 11. Dezember 2022 wurde mit dem RE 47 („Düssel-Wupper-Express“) eine weitere Linie auf Bahnstrecke eingeführt. Die Züge dieser Linie passieren die Stationen Solingen-Schaberg und Remscheid-Güldenwerth ohne Halt. Seit August 2023 ist die Linie eingestellt, da nicht genügend Züge betriebsfähig sind.

## Modernisierung

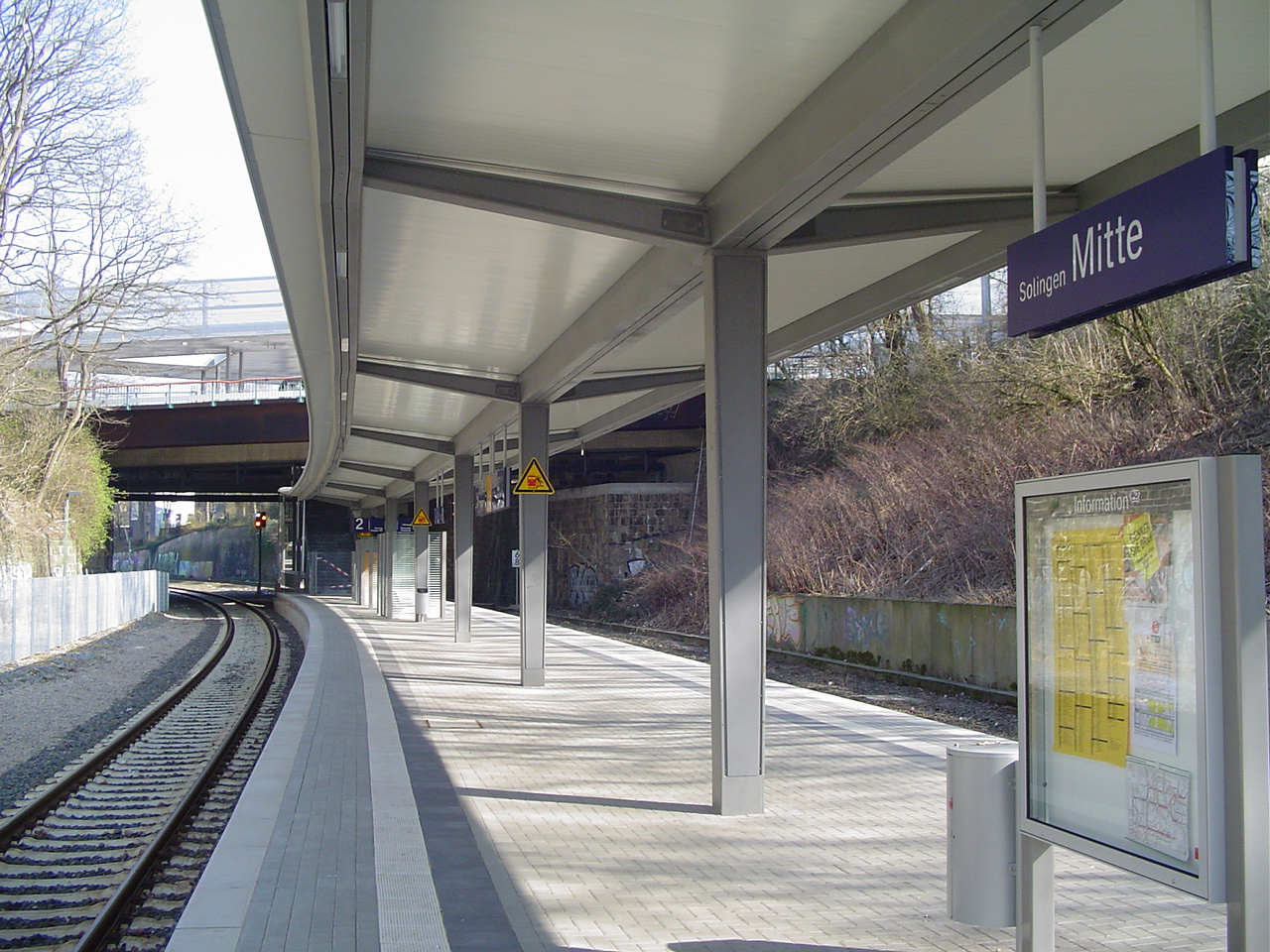
Bahnhof Solingen Mitte

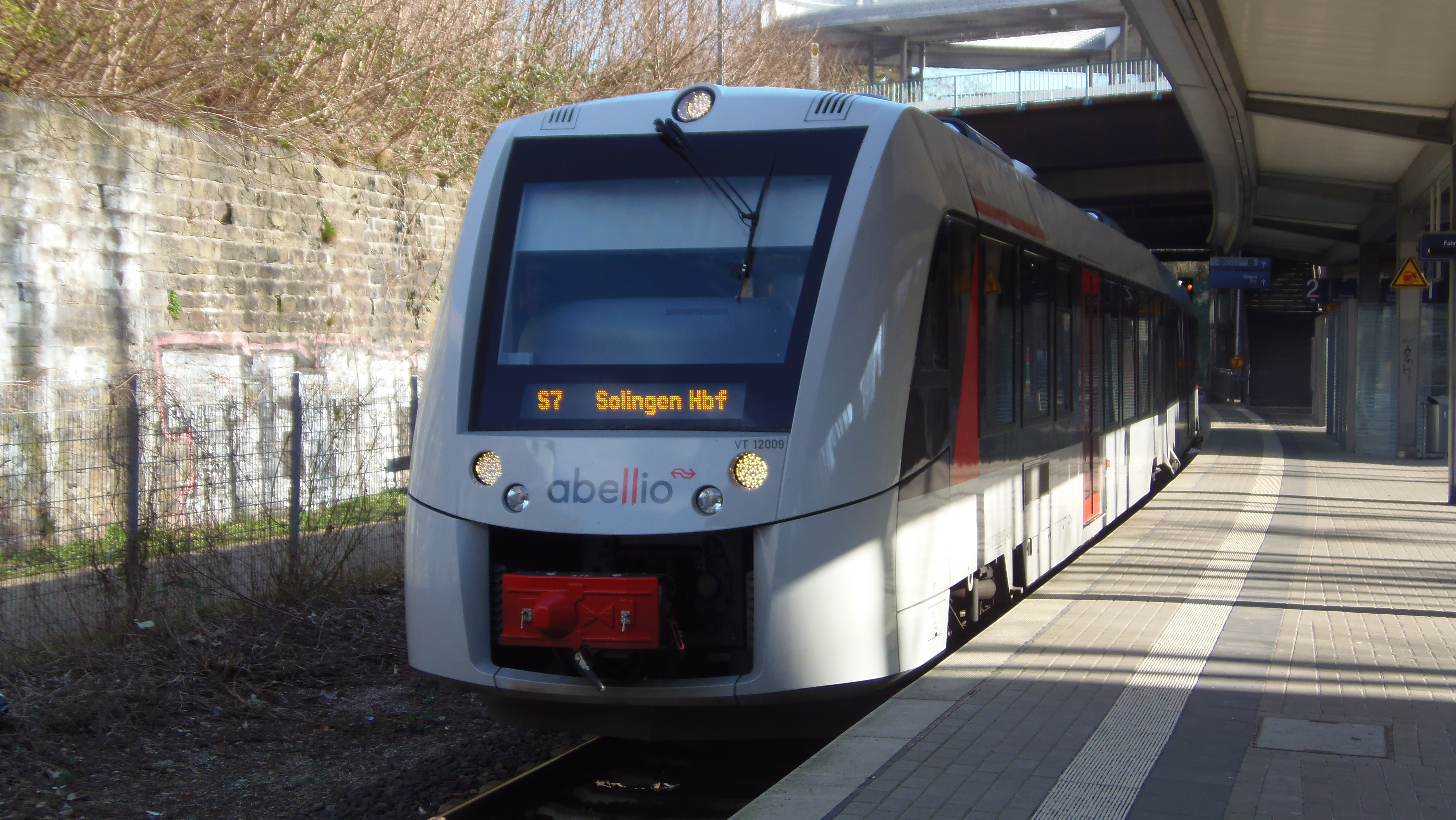
S 7 in Solingen Mitte

Seit einigen Jahren werden die Bahnhöfe entlang der Strecke modernisiert. Dies wird vor allem in Solingen deutlich, wo der frühere Hauptbahnhof im Mai 2006 ganz geschlossen wurde. Im Gegenzug wurde zunächst als Ersatz der Haltepunkt Solingen Grünewald eröffnet, der nicht weit vom alten Hbf entfernt liegt und deutlich besser an die Stadt und den Busverkehr angebunden ist. Mit dem Fahrplanwechsel im Dezember 2006 wurde auch der zweite neu gebaute Bahnhof Solingen Mitte eröffnet.
Als Hauptbahnhof wird seitdem der vormalige Bahnhof Solingen-Ohligs bezeichnet, welcher der einzige Halt für Regionalbahn und Intercity bzw. Intercity-Express auf Solinger Stadtgebiet ist.

## Bauwerke

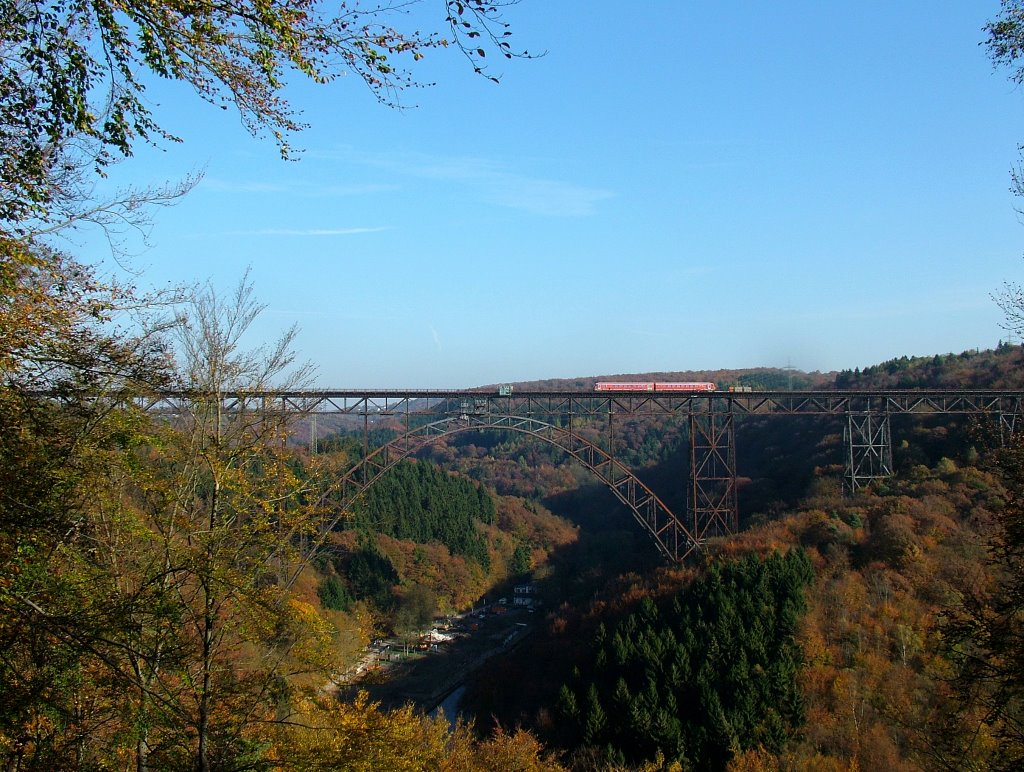
Ein Zug auf der Müngstener Brücke

### Brücken
Aufgrund der bergigen Landschaft mit mehreren hundert Metern Höhenunterschied konnte die Bahnstrecke nicht einfach „in die Landschaft gelegt“ werden, vielmehr mussten zahlreiche Kunstbauten wie Brücken und Tunnel errichtet werden.

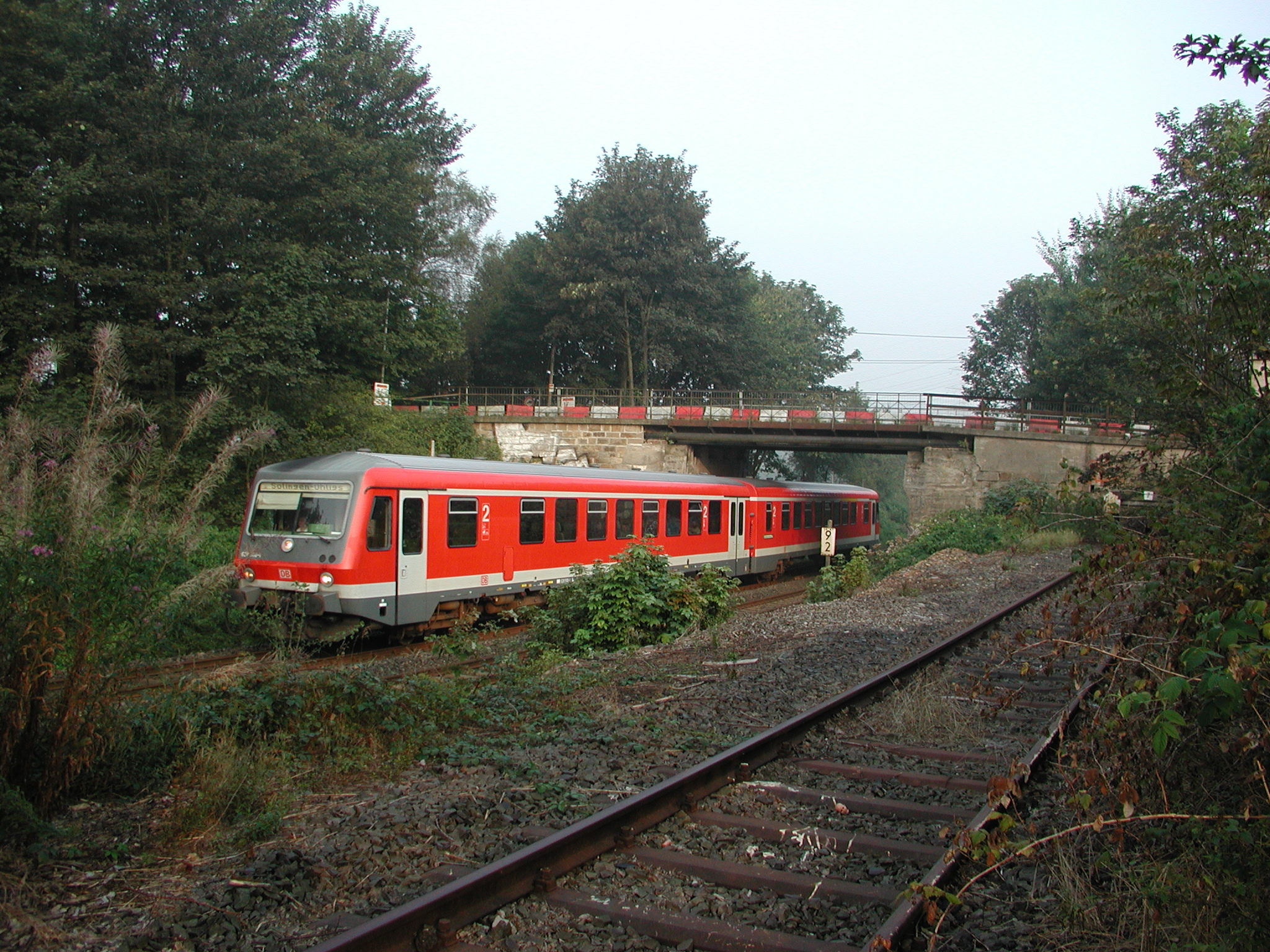
Brücke Linde von 1868

Über die Grenzen des Bergischen Landes hinaus bekannt ist die mit 107 Metern höchste Eisenbahnbrücke Deutschlands, die Müngstener Brücke, auf der zwischen Remscheid und Solingen das Tal der Wupper überquert wird. Jedes Jahr im Herbst findet hier das so genannte „Brückenfest“ statt, zu dem auch Sonderzüge über die Bahnstrecke verkehren. Die Brücke wurde 1897 eingeweiht und ist die größte der Kunstbauten entlang der Strecke.
Neben ihr gibt es vor allem auf dem Abschnitt zwischen Solingen und Remscheid eine Reihe weiterer Brücken, so befindet sich nur wenige hundert Meter entfernt mit der Windfelner Brücke sozusagen die „kleine Schwester“ der Müngstener Brücke.
In Ortsteil Linde von Lüttringhausen wurde 1868 eine Brücke errichtet, um mit der „Königlichen Eisenbahn“ die damalige Landstraße nach Oberbarmen/Rittershausen zu unterqueren. Später verlegte man über diese Brücke eine Ferngasleitung. 2014 ist die baufällig gewordene Brücke mangels ausreichender Statik abgebrochen und 2015/16 durch ein moderneres Bauwerk ersetzt worden.

### Tunnel
Der 60 m lange Weyersberger Tunnel in Solingen verläuft getrennt in zwei parallelen Röhren.
In diesem schwierigen Terrain (Solingen-Ohligs liegt 117 Meter hoch, Remscheid 303 Meter) musste die Strecke durch eine kurvige Linienführung künstlich gestreckt werden. Dadurch kam mit dem 105 Meter langen Büchener Tunnel ein weiteres wichtiges Bauwerk hinzu. Die Strecke war zunächst eingleisig, ab 1907 aber auch das zweite Gleis befahrbar.